# Liste des gouverneurs du Nebraska
Le gouverneur du Nebraska est le chef de l'exécutif du gouvernement du Nebraska et le commandant en chef des forces militaires de l'État.

## Liste des gouverneurs duterritoire du Nebraska
| No                   | Portrait | Nom                 | Début du mandat  | Fin du mandat    | Parti | Parti       |
| -------------------- | -------- | ------------------- | ---------------- | ---------------- | ----- | ----------- |
| Intérim, non reconnu |          | William Walker      | 23 juillet 1853  | 16 octobre 1854  |       | Démocrate   |
| 1                    |          | Francis Burt        | 16 octobre 1854  | 18 octobre 1854  |       | Démocrate   |
| Intérim              |          | Thomas B. Cuming    | 18 octobre 1854  | 23 février 1855  |       | Démocrate   |
| 2                    |          | Mark W. Izard       | 23 février 1855  | 25 octobre 1857  |       | Démocrate   |
| Intérim              |          | Thomas B. Cuming    | October 25, 1857 | January 12, 1858 |       | Démocrate   |
| 3                    |          | William Richardson  | 12 janvier 1858  | 5 décembre 1858  |       | Démocrate   |
| Intérim              |          | J. Sterling Morton  | 5 décembre 1858  | 2 mai 1859       |       | Démocrate   |
| 4                    |          | Samuel W. Black     | 2 mai 1859       | 24 février 1861  |       | Démocrate   |
| Intérim              |          | J. Sterling Morton  | 24 février 1861  | 6 mars 1861      |       | Démocrate   |
| Intérim              |          | Algernon S. Paddock | 6 mars 1861      | 15 mai 1861      |       | Républicain |
| 5                    |          | Alvin Saunders      | 15 mai 1861      | 1er mars 1867    |       | Républicain |

## Liste des gouverneurs duNebraska
| No      | Portrait | Nom                     | début de mandat | fin de mandat | Parti | Parti       |
| ------- | -------- | ----------------------- | --------------- | ------------- | ----- | ----------- |
| 1       |          | David Butler            | 1867            | 1871          |       | Républicain |
| Interim |          | William H. James        | 1871            | 1873          |       | Républicain |
| 2       |          | Robert Wilkinson Furnas | 1873            | 1875          |       | Républicain |
| 3       |          | Silas Garber            | 1875            | 1879          |       | Républicain |
| 4       |          | Albinus Nance           | 1879            | 1883          |       | Républicain |
| 5       |          | James W. Dawes          | 1883            | 1887          |       | Républicain |
| 6       |          | John Milton Thayer      | 1887            | 1892          |       | Républicain |
| 7       |          | James E. Boyd           | 1892            | 1893          |       | Démocrate   |
| 8       |          | Lorenzo Crounse         | 1893            | 1895          |       | Républicain |
| 9       |          | Silas A. Holcomb        | 1895            | 1899          |       | Populiste   |
| 10      |          | William A. Poynter      | 1899            | 1901          |       | Populiste   |
| 11      |          | Charles Henry Dietrich  | 1901            | 1901          |       | Républicain |
| 12      |          | Ezra P. Savage          | 1901            | 1903          |       | Républicain |
| 13      |          | John H. Mickey          | 1903            | 1907          |       | Républicain |
| 14      |          | George L. Sheldon       | 1907            | 1909          |       | Républicain |
| 15      |          | Ashton C. Shallenberger | 1909            | 1911          |       | Démocrate   |
| 16      |          | Chester H. Aldrich      | 1911            | 1913          |       | Républicain |
| 17      |          | John H. Morehead        | 1913            | 1917          |       | Démocrate   |
| 18      |          | Keith Neville           | 1917            | 1919          |       | Démocrate   |
| 19      |          | Samuel R. McKelvie      | 1919            | 1923          |       | Républicain |
| 20      |          | Charles Wayland Bryan   | 1923            | 1925          |       | Démocrate   |
| 21      |          | Adam McMullen           | 1925            | 1929          |       | Républicain |
| 22      |          | Arthur J. Weaver        | 1929            | 1931          |       | Républicain |
| 23      |          | Charles Wayland Bryan   | 1931            | 1935          |       | Démocrate   |
| 24      |          | Robert Leroy Cochran    | 1935            | 1941          |       | Démocrate   |
| 25      |          | Dwight Griswold         | 1941            | 1947          |       | Républicain |
| 26      |          | Val Peterson            | 1947            | 1953          |       | Républicain |
| 27      |          | Robert B. Crosby        | 1953            | 1955          |       | Républicain |
| 28      |          | Victor Emanuel Anderson | 1955            | 1959          |       | Républicain |
| 29      |          | Ralph G. Brooks         | 1959            | 1960          |       | Démocrate   |
| 30      |          | Dwight W. Burney        | 1960            | 1961          |       | Républicain |
| 31      |          | Frank B. Morrison       | 1961            | 1967          |       | Démocrate   |
| 32      |          | Norbert T. Tiemann      | 1967            | 1971          |       | Républicain |
| 33      |          | J. James Exon           | 1971            | 1979          |       | Démocrate   |
| 34      |          | Charles Thone           | 1979            | 1983          |       | Républicain |
| 35      |          | J. Robert Kerrey        | 1983            | 1987          |       | Démocrate   |
| 36      |          | Kay A. Orr              | 1987            | 1991          |       | Républicain |
| 37      |          | E. Benjamin Nelson      | 1991            | 1999          |       | Démocrate   |
| 38      |          | Mike Johanns            | 1999            | 2005          |       | Républicain |
| 39      |          | Dave Heineman           | 2005            | 2015          |       | Républicain |
| 40      |          | Pete Ricketts           | 2015            | 2023          |       | Républicain |
| 41      |          | Jim Pillen              | 2023            | En cours      |       | Républicain |

## Autres fonctions
Un certain nombre de gouverneurs du Nebraska ont également été, généralement avant, mais parfois après, représentants ou sénateurs de l’État. Certains ont aussi pu exercer des fonctions au niveau national :
- Julius Sterling Morton, secrétaire à l’Agriculture entre 1893 et 1897.
- Mike Johanns, secrétaire à l’Agriculture entre 2005 et 2007.